# Милена Йесенска
Милена Йесенска (на чешки: Milena Jesenská) е чешка журналистка, редакторка, преводачка и писателка.

## Биография и творчество
Милена Йесенска е родена на 10 август 1896 г. в Прага, Австро-Унгария (сега Чехия). Баща ѝ, Ян Йесенски е зъболекар, челюстен хирург, и професор в Карловия университет в Прага. Майка ѝ, Милена Хейзларова, умира, когато Милена е 16-годишна.
Учи в гимназия „Минерва“, първата академична девическа гимназия в Австро-Унгарската империя. Следва в Пражката консерватория и в Медицинския факултет, но изоставя обучението си след два семестъра.
През 1918 г. се омъжва за Ернст Полак, интелектуалец и литературен критик, от еврейски произход, когото среща в пражките литературни среди и се премества с него във Виена. Тъй като доходите на съпруга ѝ в следвоенната икономика са недостатъчни, тя работи като преводачка.
През 1919 г. се запознава с разказа „Огнярът“ от пражкия писател Франц Кафка и му пише, за да поиска разрешение да го преведе от немски на чешки. Кореспонденцията им става интензивна и страстна, и двамата се срещат на два пъти – прекарват четири дни заедно във Виена, а по-късно един ден в Гмунд. Кафка прекъсва връзката им през 1920 г., отчасти защото Йесенска не може да напусне съпруга си, но разменят още писма през 1922 и 1923 г. В края на живота си Кафка предава на Йесенска своите дневници.
Освен разкази на Кафка, тя превежда и текстове на Херман Брох, Франц Верфел, Ъптон Синклер, и много други. Във Виена също започва да пише сама, като пише статии, а по-късно има публикации в женските рубрики в някои от най-известните пражки ежедневници и списания – като „Tribuna“, а в периода 1923 – 1926 г. пише за „Národní listy“, „Pestrý týden“ и „Lidové noviny“.
През 1925 г. тя се развежда с Полак и се премества обратно в Прага. Там се запознава и омъжва за авангардния чешки архитект Яромир Крейчар. Имат дъщеря – Яна Черна (Яна Крейчарова), също поетеса и писателка.
В Прага продължава да работи като журналистка, пише за вестници и списания, а също като редактор и преводач на детски книги. Някои от нейните статии от периода са публикувани в две отделни колекции от пражкото издателство „Topič“ през 1926 и 1927 г.
През 30-те години, както и много други чешки интелектуалци, е привлечена от комунизма, но през 1936 г. изоставя симпатиите си към идеологията, когато осъзнава ексцесиите на сталинизма. Развежда се с Яромир Крейчар през 1934 г., а той се жени за латвийска преводачка, която среща по време на посещението си в Съветския съюз.
В периода 1938 – 1939 г. е редактор на престижното списание за политика и култура „Přítomnost“, създадено от журналиста и писател Фердинанд Перутка. Пише коментари за възхода на NSDAP в Германия, Аншлуса на Австрия към Нацистка Германия и възможните последици от това за Чехословакия.
След окупацията на Чехословакия от германската армия тя е присъединява към нелегалното съпротивително движение и помага на много еврейски и политически бежанци да емигрират. През ноември 1939 г. е арестувана от Гестапо и затворена първо в пражкия квартал „Панкрац“, а по-късно – в Дрезден. През октомври 1940 г. е депортирана в концентрационния лагер „Равенсбрюк“, Германия. Там оказва морална подкрепа на други затворници и се сприятелява с Маргарет Бубер-Нюман, която пише нейната биография след войната.
Милена Йесенска умира от бъбречна недостатъчност на 17 май 1944 г. в концентрациония лагер „Равенсбрюк“.
Дъщеря ѝ, Яна Черна, пише първата ѝ биография „Adresát Milena Jesenská“ (Адресат Милена Йесенска), която е отпечатана, но заради събитията в Чехословакия през 1969 г. е унищожена и само един екземпляр е изнесен тайно от страната.
През 1991 г. животът ѝ е екранизиран във филма „Милена“ с участието на Валери Каприски, Питър Галахър и Стейси Кийч.
На 14 декември 1994 г. Яд ва-Шем („Мемориал на катастрофите (Холокоста) и героизма“) ѝ дава отличието Праведници на света.
Тя е и тема на кантата за сопран и оркестър, озаглавена „Милена“, от аржентинския композитор Алберто Гинастера.
На нейно име от Института по хуманитарни науки (Institut für die Wissenschaften vom Menschen) е учредена стипендия за журналисти, които пишат по теми в областта на културата.

## Произведения
- Cesta k jednoduchosti (1926) – сборник
- Člověk dělá šaty (1927) – сборник

посмъртно
- Milena Jesenská zvenčí a zevnitř: Antologie textů Mileny Jesenské. (1996) – антология с ред. Людмила Хегнерова
- Nad naše síly: Češi, židé a Němci 1937 – 1939. (1997) – сборник с ред. Вацлав Бурян
- Dopisy Mileny Jesenské. (1998) – сборник с писма на Милена Йесенска, с ред. Алена Вагнерова
- The Journalism of Milena Jesenska: A Critical Voice in Interwar Central Europe (2003) – сборник с ред. Катлийн Хейс

### Екранизации
- 2006 Nu devant un fantôme

## Книги за Милена Йесенска
частично представяне
- Adresát Milena Jesenská (1969) – от Яна Черна
- Kafka’s Milena (1988) – от Яна Черна
- Milena Jesenská: Biographie (1995) – от Алена Вагнерова
- Kafka, Love, and Courage: The Life of Milena Jesenská (1997) – от Мари Хокадай
- Milena: The Tragic Story of Kafka's Great Love (1997) – от Маргарет Бубер-Нюман